# Uncertain (Texas)
Uncertain è un centro abitato degli Stati Uniti d'America situato nella contea di Harrison dello Stato del Texas.
La popolazione era di 94 persone al censimento del 2010.

## Storia
La città di Uncertain fu costituita nel 1961 come General Law City con un sindaco e cinque assessori su larga base.
La comunità era situata sulla riva del lago Caddo. Deve il nome al fatto che gli esploratori che stavano tentando di delineare il confine tra il Texas e la Louisiana si trovarono ad un punto in cui erano "incerti" in quale lato del confine si trovassero.

## Geografia fisica
Uncertain è situata a 32°42′36″N 94°07′19″W (32.710040, -94.121893).
Secondo lo United States Census Bureau, ha un'area totale di 0,5 miglia quadrate (1,3 km²).

## Società

### Evoluzione demografica
Secondo il censimento del 2000, c'erano 150 persone, 77 nuclei familiari e 49 famiglie residenti nella città. La densità di popolazione era di 294,1 persone per miglio quadrato (113,6/km²). C'erano 137 unità abitative a una densità media di 268,7 per miglio quadrato (103,7/km²). La composizione etnica della città era formata dal 72,67% di bianchi, il 26,67% di afroamericani e lo 0,67% di nativi americani.
C'erano 77 nuclei familiari di cui il 14,3% aveva figli di età inferiore ai 18 anni, il 49,4% aveva coppie sposate conviventi, l'11,7% aveva un capofamiglia femmina senza marito, e il 35,1% erano non-famiglie. Il 31,2% di tutti i nuclei familiari erano individuali e il 15,6% aveva componenti con un'età di 65 anni o più che vivevano da soli. Il numero di componenti medio di un nucleo familiare era di 1,95 e quello di una famiglia era di 2,32.
La popolazione era composta dal 10,0% di persone sotto i 18 anni, il 5,3% di persone dai 18 ai 24 anni, il 19,3% di persone dai 25 ai 44 anni, il 35,3% di persone dai 45 ai 64 anni, e il 30,0% di persone di 65 anni o più. L'età media era di 56 anni. Per ogni 100 femmine c'erano 105,5 maschi. Per ogni 100 femmine dai 18 anni in giù, c'erano 104,5 maschi.
Il reddito medio di un nucleo familiare era di 27.000 dollari e quello di una famiglia era di 43.438 dollari. I maschi avevano un reddito medio di 36.250 dollari contro i 38.333 dollari delle femmine. Il reddito pro capite era di 18.352 dollari. C'erano il 5,7% delle famiglie e il 12,6% della popolazione che vivevano sotto la soglia di povertà, incluso il 10,0% di persone sopra i 64 anni.